# Vozera Vjatjelle
Vozera Vjatjelle (vitryska: Возера Вячэлле, ryska: Ozero Vechel’ye) är en sjö i Belarus.   Den ligger i voblasten Vitsebsks voblast, i den norra delen av landet, 150 km nordost om huvudstaden Minsk. Vozera Vjatjelle ligger 133 meter över havet. Arean är 1,1 kvadratkilometer. Den sträcker sig 3,1 kilometer i nord-sydlig riktning, och 2,2 kilometer i öst-västlig riktning.
Omgivningarna runt Vozera Vjatjelle är en mosaik av jordbruksmark och naturlig växtlighet. Runt Vozera Vjatjelle är det glesbefolkat, med 13 invånare per kvadratkilometer.